# Il dilemma di Paperino
Il dilemma di Paperino (Donald's Dilemma) è un film del 1947 diretto da Jack King. È un cortometraggio animato realizzato, in Technicolor, dalla Walt Disney Productions, uscito negli Stati Uniti l'11 luglio 1947.

## Trama
Paperina è dallo psichiatra, al quale parla di un incidente accaduto a Paperino: mentre egli passeggiava con lei, un vaso con un fiore era precipitato da un terrazzo e gli era finito in testa; a causa del colpo aveva perso la memoria, ma in compenso aveva ottenuto la capacità di cantare perfettamente. All'inizio Paperina ne era felicissima, ma  il suo fidanzato non la riconosceva più e la trattava con freddezza. Paperino venne preso da un agente teatrale e in poco tempo era diventato subito molto popolare. Paperina ha conservato il fiore, ma non è riuscita più a vedere il suo fidanzato da allora, rimanendo devastata al punto da considerare addirittura di suicidarsi. Al termine del racconto, Paperina dice che ha bisogno di una soluzione; lo psichiatra le risponde di mettere il fiore in un vaso pesante e di farlo cadere in testa a Paperino, mentre si esibisce in un importante evento canoro. Paperina lo fa quella sera, facendo perdere a Paperino la capacità di cantare; questi viene cacciato fuori dal teatro, ma quando vede Paperina la riconosce subito e la bacia riconquistando il suo amore.

## Distribuzione

### Edizioni home video

#### VHS
- Serie oro – Paperina (novembre 1985)[1]
- Io Paperino (novembre 1995)[2]
- Topolino e Minni innamorati (febbraio 1998)
- Paperino piume, guai e simpatia (maggio 1999)
- Paperino campione di allegria (ottobre 2001)
- Topolino & C. avventure tutte da ridere (gennaio 2002)
- Disney cuori & amori (febbraio 2004)

#### DVD
- Disney Cuori & Amori (10 febbraio 2004)
- Walt Disney Treasures: Semplicemente Paperino - Vol. 3
- Extreme music fun